# Selecció femenina de futbol de Guinea Equatorial
La selecció femenina de futbol de Guinea Equatorial representa a Guinea Equatorial a les competicions internacionals de futbol femení. Va ser creada al 2000.
La seva millor època va ser entre 2008 i 2012, quan va guanyar dos Campionats d'Àfrica i van debutar al Mundial, on van caure a la primera fase.

### Jugadores per club
| Confluence Queens       | Windapo                      |
| Estrellas de Waiso      | Chuigoué, Mbengomo, Nke Noah |
| Inter Continental       | Chinasa                      |
| BIIK Kazygurt           | Messomo                      |
| Minas / Icesp           | Parente                      |
| Reading FC              | Boho                         |
| Santa Teresa CD         | Martins                      |
| São Francisco FC        | Jumária, Miriam              |
| São José EC             | Nobre                        |
| Suwon FMC               | Añonma                       |
| UMF Tindastóll          | Dida                         |
| SE União                | Carioca, Tiga                |
| ASD Vitória das Tabocas | Davi                         |

## Palmarès

### Títols
- 2 Copes d'Àfrica
  - 2008 - 2012

### Trajectòria
- ¹ Fase de grups. Selecció eliminada mitjor possicionada en cas de classificació, o selecció classifica pitjor possicionada en cas d'eliminació.
- ² Guinea Equatorial es va retirar.
- 3 Guinea Equatorial va ser desqualificada.[1][2][3]

| JOCS OLÍMPICS                   | JOCS OLÍMPICS      | JOCS OLÍMPICS | JOCS OLÍMPICS | JOCS OLÍMPICS | JOCS OLÍMPICS    | JOCS OLÍMPICS    | JOCS OLÍMPICS   | JOCS OLÍMPICS | JOCS OLÍMPICS  |
| Edició                          | Classificació      | Classificació | Classificació | Classificació | Fase final       | Fase final       | Fase final      | Fase final    | Fase final     |
| Edició                          | Eliminatòries      | Eliminatòries | Eliminatòries | Eliminatòries |                  | Vuitens de final | Quarts de final | Semifinals    | Final / Bronze |
| ------------------------------- | ------------------ | ------------- | ------------- | ------------- | ---------------- | ---------------- | --------------- | ------------- | -------------- |
| 1996                            |                    |               |               |               |                  |                  |                 |               |                |
| 2000                            |                    |               |               |               |                  |                  |                 |               |                |
| 2004                            | RD Congo ²         |               |               |               |                  |                  |                 |               |                |
| 2008                            |                    | Sud-àfrica    |               |               |                  |                  |                 |               |                |
| 2012                            |                    | Gabon         | Camerun 3     |               |                  |                  |                 |               |                |
| 2016                            |                    | Congo         | Nigèria       | Sud-àfrica    |                  |                  |                 |               |                |
| 2020                            | Descalificat 3     |               |               |               |                  |                  |                 |               |                |
| MUNDIAL                         |                    |               |               |               |                  |                  |                 |               |                |
| Edició                          | Classificació      | Classificació | Classificació | Classificació | Fase final       | Fase final       | Fase final      | Fase final    | Fase final     |
| Edició                          | Fase regular       | Fase regular  | Fase regular  | Play-offs     | Setzens de final | Vuitens de final | Quarts de final | Semifinals    | Final / Bronze |
| 1991                            |                    |               |               |               |                  |                  |                 |               |                |
| 1995                            |                    |               |               |               |                  |                  |                 |               |                |
| 1999                            |                    |               |               |               |                  |                  |                 |               |                |
| 2003                            | Copa d'Àfrica 2002 |               |               |               |                  |                  |                 |               |                |
| 2007                            | Copa d'Àfrica 2006 |               |               |               |                  |                  |                 |               |                |
| 2011                            | Copa d'Àfrica 2010 |               |               |               |                  | Austràlia ¹      |                 |               |                |
| 2015                            | Copa d'Àfrica 2014 |               |               |               |                  |                  |                 |               |                |
| COPA D'ÀFRICA / COPA DE NACIONS |                    |               |               |               |                  |                  |                 |               |                |
| Edició                          | Classificació      | Classificació | Classificació | Classificació | Fase final       | Fase final       | Fase final      | Fase final    | Fase final     |
| Edició                          | Eliminatòries      | Eliminatòries | Eliminatòries | Eliminatòries |                  |                  | Quarts de final | Semifinals    | Final / Bronze |
| 1991                            |                    |               |               |               |                  |                  |                 |               |                |
| 1995                            |                    |               |               |               |                  |                  |                 |               |                |
| 1998                            |                    |               |               |               |                  |                  |                 |               |                |
| 2000                            |                    |               |               |               |                  |                  |                 |               |                |
| 2002                            |                    |               | Angola        |               |                  |                  |                 |               |                |
| 2004                            |                    |               | Congo         |               |                  |                  |                 |               |                |
| 2006                            |                    |               | Angola        | Bye           |                  |                  | Sud-àfrica ¹    |               |                |
| 2008                            |                    |               |               |               |                  |                  | Congo ¹         | Nigèria       | Sud-àfrica     |
| 2010                            |                    |               |               | Namibia       |                  |                  | Ghana ¹         | Sud-àfrica    | Nigèria        |
| 2012                            |                    |               |               |               |                  |                  | RD Congo ¹      | Camerun       | Sud-àfrica     |
| 2014                            |                    |               |               | Costa d'Ivori |                  |                  |                 |               |                |
| 2016                            |                    |               |               | Mali 3        |                  |                  |                 |               |                |